# 이한창
이한창(李漢昌, 일본식 이름: 平川眞次, 1883년 5월 24일 ~ 1980년 6월 20일)은 일제강점기의 관료이다. 본관은 전의이며, 출신지는 충청남도 아산과 전라남도 구례의 두 가지로 전한다.
전남 도청 내무부에서 근무하다가 1930년대에 조선총독부 군수로 재직했다. 광복 후에도 전남 농림국장을 지냈으며, 이판열 사망으로 인한 1952년의 구례군 국회의원 보궐선거에서 당선되어 대한민국의 제2대 국회의원이 되었다. 원내 활동은 활발하지 않으나 청빈한 인물이라는 평이 남아 있다.
2008년 민족문제연구소가 발표한 친일인명사전 수록예정자 명단 관료 부문에 포함되었다.

## 약력
- 1914년 : 수원고등농림학교 졸업
- 전라남도 완도군·구례군 군수
- 함평수리조합 이사
- 전라남도 농림국장
- 전남어업조합 이사장

## 역대 선거 결과
|  | 12.58% |

|  | 35.43% |

|  | 44.99% |

## 참고자료
- 이한창 - 대한민국헌정회
- 이한창(李漢昌) - 국사편찬위원회